# Peperomia guanensis
Peperomia guanensis är en pepparväxtart som beskrevs av William Trelease. Peperomia guanensis ingår i släktet peperomior, och familjen pepparväxter. Inga underarter finns listade i Catalogue of Life.